# Lhalu Tsewang Dorje
Lhalu Tsewang Dorje tibétain ལྷ་ཀླུ་ཚེ་དབང་རྡོ་རྗེ་, Wylie : lha klu tshe dbang rdo rje, pinyin tibétain : Lhalu Cêwang Dojê ; Sinogramme simplifié : 拉鲁·次旺多吉, pinyin : Lālǔ Cìwàng Duōjí) (né en octobre 1914 à Darjeeling - 15 septembre 2011 à Lhassa), aussi appelé Lhalu, Lhalu Se, ou Lhalu Shape, est un homme politique tibétain. Il est le fils de Lungshar ou de Shelkar Lingpa.
Il est ministre des finances du gouvernement du Tibet en 1946, puis gouverneur général du Kham de 1947 à septembre 1950. Il mène une délégation à Pékin en 1955 et est emprisonné après le soulèvement tibétain de 1959 jusqu'en 1965 et contraint aux travaux forcés pendant 12 ans sous la révolution culturelle jusqu'en 1977. Il est réhabilité en 1983, devenant vice-président du Comité de la région autonome du Tibet de la Conférence consultative politique du peuple chinois.

## Origine et études

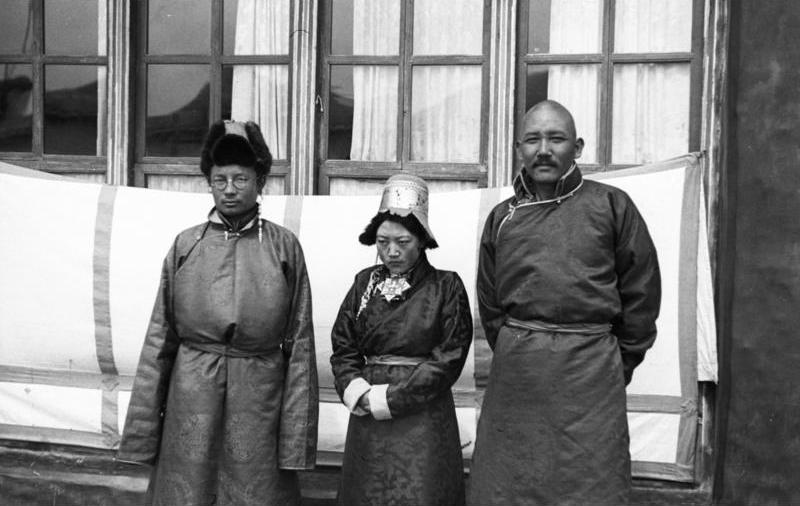
Lhalu Tsewang Dorjé?, Lhalu Lhacham et Möndro, 1939

Lhalu Tsewang Dorje est le fils de Lungshar ou de Shelkar Lingpa.
En 1914, la première femme de Lungshar, enceinte, quitte l'Angleterre pour l'Inde. Son fils, Tsewang Dorjé qui prendra plus tard le nom de Lhalu (nom de la famille de la seconde épouse de Lungshar), suit une formation dans une école du Jokhang pour les enfants des dignitaires, avant d'entrer en fonction au sein du gouvernement et de devenir, selon Patrick French, garde du corps du 13e dalaï-lama.
Après la mort de son époux en 1918, Lhalu Lhacham, veuve et sans héritier, épouse Lungshar, dont le fils Tsewang Dorjé passe dans la famille Lhalu en tant que fils adoptif pour perpétuer la lignée familiale, et en 1924, à l'âge de 9 ans, il prend le nom de Lhalu.
La famille Lhalu est devenue noble après avoir donné au Tibet le 8e dalaï-lama, ainsi que le 12e choisi lors d'une cérémonie dite de l'urne d'or instituée par l'empereur mandchou,, mais ne relevait pas, selon Anna Louise Strong, de la vieille noblesse issue des anciens rois du Tibet,.
Enfant, Lhalu fréquente une école privée au pied du palais du Potala à Lhassa. Il passe ensuite dans une école réservée aux enfants des dignitaires laïcs au monastère de Jokhang.

## Premiers postes

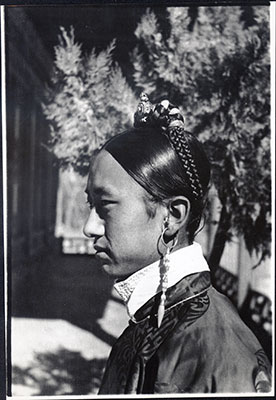
Lhalu, 1937

Lhalu est le fils aîné de Lungshar Dorje Tsegyel, un dignitaire influent du gouvernement de Lhassa qui a la faveur du 13e dalaï-lama. Sa mère, Yangdzon Tsering, est la plus jeune des filles de la famille Shatra, avec laquelle Lungshar a une liaison. Après la mort du 13e dalaï-lama en 1934, Lungshar, qui est un réformiste modéré et veut que les ministres (kalon) du gouvernement soient non plus nommés à vie mais élus pour une durée de 4 ans, voit ses projets contrecarrés par Trimön, un ministre conservateur[citation nécessaire]. Il est arrêté en 1934 et puni d'énucléation pour avoir projeté de tuer le ministre Trimön. Tous ses descendants sont renvoyés du service du gouvernement. Lhalu, qui, en 1927, est entré, adolescent, au service du gouvernement, en est limogé après l'arrestation de son père.
Les Lhalu possèdent un manoir dans les faubourgs de Lhassa. Selon Tsering Yangdzom, en affirmant publiquement que Lungshar n'est pas son père biologique, et en payant de gros pots-de-vin, Lhalu peut redevenir un responsable du gouvernement tibétain en 1937, devenant par la suite de plus en plus influent.
En 1940, il épouse la fille de la famille Labrang Nyingpa (Thonpa). En 1941, il est promu tsepön.
En 1945, selon Anna Louise Strong, et[pertinence contestée] en décembre 1946 selon d'autres auteurs,,,, il fut nommé kalon (ministre) du Kashag par le régent Taktra Rinpoché. Avec Surkhang Wangchen Gelek, un autre ministre tibétain, il joua un rôle actif dans l'arrestation de l'ancien régent, Reting Rinpoché, après que ce dernier eut été inculpé pour tentative d'assassinat envers Taktra.

## Gouverneur général du Kham
En juin 1947, Lhalu est nommé gouverneur général du Kham, avec Chamdo, la capitale, pour quartier général. Il a le même rang qu’un membre du Kashag, même s'il ne peut pas assister aux réunions du Kashag à Lhassa. Ce rang reflète l'importance attachée à cette fonction, et signifie aussi que le gouverneur peut prendre des décisions immédiates sans avoir à consulter ses supérieurs à Lhassa.
Il occupe cette fonction en 1949 quand la République populaire de Chine, après avoir consolidé son emprise sur la Chine continentale, commence à masser des troupes dans les provinces bordant le Tibet. Lhalu fait des préparatifs pour résister aux forces chinoises. À l'été 1949, Robert W. Ford, un Britannique employé par le gouvernement tibétain comme opérateur radio, et trois opérateurs stagiaires sont envoyés à Chamdo. Leur arrivée permet à Lhalu d’améliorer les mesures défensives sur place et dans les environs. De plus, pour la première fois un lien direct est établi entre Lhassa et Chamdo. En février 1950, Lhalu demande à Robert Ford d’accélérer l'entraînement des opérateurs radio pour qu'ils puissent établir des stations de radio le long de la frontière. Les rumeurs de l'avancée de l’armée chinoise s'étant répandues à Chamdo. Le même mois, de nouvelles armes et des instructeurs arrivent pour initier des recrues au maniement des fusils. Robert Ford rapporte que l'armée tibétaine « commençait à prendre une allure un peu moins moyenâgeuse ».
Deux mois plus tard (en avril), Ngabö Ngawang Jigme est nommé nouveau gouverneur général du Kham. Ngabo arrive à Chamdo en septembre 1950, mais en raison de la gravité de la situation au Kham, le Kashag décide que Lhalu devait lui aussi rester en poste. La décision de nommer deux gouverneurs semble avoir été un désastre. La relation entre les deux se tend dès le début, et Ngabo aurait déclaré que Chamdo était trop petit pour deux gouverneurs. Fin septembre, Lhalu quitte Chamdo. Escorté pendant 12 jours à cheval jusqu'à Lho Dzong, au nord de Chamdo par Jampa Kalden Aukatsang, il prend ses quartiers à Pembar Dzong, laissant à son successeur la responsabilité des affaires civiles et militaires de la ville. Les régions de la frontière du Changthang, le haut plateau du nord-est du Tibet, sont aussi fortifiées. Le 20 juin, Ragashag Shape, un commandant laïque, fait une tournée d'inspection du secteur de Nagchuka. Le nombre d'hommes dans le secteur a été augmenté par le recrutement d'une milice locale.

### Témoignage de Robert W. Ford
Dans son livre Captured in Tibet, Robert W. Ford dépeint Lhalu comme appartenant à la frange la plus progressiste des responsables tibétains, conscients du retard de leur pays et désireux de le moderniser tant que la religion n'en pâtissait pas. Bien que n'ayant jamais quitté le Tibet (à la différence de son père qui est un des rares Tibétains à être allés en Angleterre), Lhalu manifeste un vif intérêt pour le monde extérieur, scrutant attentivement les images des revues illustrées de l'opérateur radio. En particulier, il veut tout savoir sur les tracteurs et autres machines agricoles ainsi que sur les procédés industriels en Occident.

## De l'accord en 17 points de 1951 au soulèvement de 1959
Lhalu rentre à Lhassa en juillet 1951. Selon Anna Louise Strong il est nommé plénipotentiaire aux négociations engagées avec Pékin qui devaient déboucher sur la signature de l'accord sur la libération pacifique du Tibet (ou accord en 17 points).
À la suite de la signature de l'accord, le 26 octobre 1951 les troupes chinoises font leur entrée à Lhassa.
Selon le gouvernement chinois plus de 20 000 personnes se pressent le long de leur passage et il y a alors une cérémonie de bienvenue en leur honneur, durant laquelle Lhalu fait un discours, puis un banquet pour marquer la libération pacifique du Tibet et pour célébrer l'unité retrouvée des Han et des Tibétains. Y participent les chefs de la 18e armée et les principaux responsables du gouvernement tibétain.
Inculpé de mauvaise administration du Kham, Lhalu est congédié du gouvernement en mai 1952, mais autorisé à conserver son rang.
En 1955, à la tête d'une délégation à Pékin, il rencontre Mao Zedong et Zhou Enlai.
En 1957, il est nommé responsable de l'approvisionnement en grains (« governor of the grain supply »).

## Commandant en chef lors du soulèvement de 1959
Selon Anna Louise Strong, Lhalu, bien que signataire de l'accord en 17 points, complote par la suite en faveur de la sécession du Tibet d'avec la Chine. Lorsqu'éclate le soulèvement de 1959, il est le commandant en chef des forces rebelles. Capturé, il est soumis à des séances d'autocritique. Dénoncé devant 10 000 personnes lors d'une réunion de masse à Lhassa vers 1959 – il y aurait été accusé d'être responsable de la mort de l'ancien régent Reting et du « bouddha vivant » Géda–, il aurait évité d'être rossé grâce à la protection des soldats de l'APL,.
Interné à la prison de Drapchi, Lhalu devait se repentir de ses actions. Pendant les six années que dura son emprisonnement, il travailla d'abord à la laverie puis aux écritures.

### Témoignage d'Anna Louise Strong
En 1959, la journaliste américaine Anna Louise Strong est autorisée par la Chine à se rendre au Tibet pour y rendre compte de la situation. Elle assiste à la séance de lutte de Lhalu en compagnie d'autres journalistes étrangers qui sont informés par un officiel chinois que cette séance est destinée à être une expérience cathartique pour les Tibétains participants. Dans son livre paru en 1960, When Serfs Stood Up in Tibet, elle décrit le tribunal populaire organisé par le 4e comité d'habitants du quartier ouest de Lhassa et où comparait Lhalu. Selon cet auteur, ce dernier, alors âgé de 43 ans, devait répondre des accusations lancées contre lui par les anciens serfs et esclaves d'un de ses 24 manoirs : mauvais traitements, violation des droits de ses paysans et domestiques, emprisonnements dans la prison du manoir. Lhalu, sous la contrainte, admet qu'il a été trop sévère, qu'il s'emporte facilement, qu'il a commis des erreurs, qu'il a eu des réactions excessives. La réunion se termine par un feu de joie où sont brûlés les papiers relatifs aux dettes féodales annulées le 17 juillet par le Comité préparatoire de la région autonome du Tibet. Cependant, même Strong a des doutes sur la valeurs de ces accusations, expliquant qu'il n'est pas clair dans de nombreux cas si les serfs dirigent leurs accusations contre Lhalu ou contre son intendant, qu'il n'y a pas été tenté de vérifier l'exactitude des accusations, dont certaines semblent dramatisées pour impressionner, et qu'il est possible que certains des accusateurs aient pu espérer une récompense de la part des Chinois.

## Réhabilitation politique
Bénéficiant d'une mesure d'amnistie spéciale, il est libéré en 1965 au début de la révolution culturelle. Avec l'une de ses deux épouses, il réside au nord de Lhassa et est obligé de travailler comme ouvrier agricole « sous un contrôle policier étroit » pendant 12 ans.
À la faveur du retour aux affaires de Deng Xiaoping et de l'abandon de la lutte des classes qui s'ensuit, Lhalu, selon l'historien et écrivain anglais Patrick French, conclut un accord avec les autorités communistes. En échange de son soutien au pouvoir il serait réhabilité et recevrait un poste officiel, l'autorisation de voyager, un salaire, un logement, le retour dans les allées du pouvoir et la possibilité de réunir sa famille. Il retrouva un travail en 1977 puis fut réhabilité en 1983, devenant vice-président du Comité du Tibet de la Conférence consultative politique du peuple chinois,. Cependant, selon Robert W. Ford, en Occident on n'eut plus de nouvelles de Lhalu après les « séances d'auto-critique », au moins jusqu'en 1990,.
Patrick French indique avoir rencontré à la fin des années 1980 Lhalu dans un hôpital de Lhassa où il était soigné. Ce dernier lui indique qu'il lui aurait volontiers parlé, mais « qu'il ne pouvait le faire sans la permission du secrétaire de son comité ». French pour obtenir cette autorisation devait soumettre une requête écrite qui serait transmise à Pékin. French insiste, Lhalu est désolé, mais cet entretien est impossible. Toutefois Patrick French peut rencontrer une proche de Lhalu. Selon elle, il espère ce qu'il y a de mieux pour le Tibet, son accord de siéger à la conférence consultative politique du peuple chinois devait lui permettre de contrôler de l'intérieur les « excès des idéologues ». Patrick French précise « les intellectuels de Lhassa font clairement la distinction entre les Phagpala et consorts, considérés comme des traîtres avérés, et un Lhalu, dont la position ambiguë est considérée comme étant conditionnelle et pragmatique ».

## Prises de position
À l'occasion de déclarations publiques, Lhalu loue la politique du gouvernement chinois au Tibet et exprime de fortes critiques vis-à-vis de l'ancien gouvernement tibétain et du 14e dalaï-lama. Il déclare notamment dans un entretien : « je suis déçu par le dalaï - lama » et « il ne se comporte pas comme un bouddha vivant réincarné mais comme un larbin des Occidentaux ».
Selon Patrick French, en 1999 il s'éloigne des rhétoriques officielles, indiquant dans une interview publiée dans le magazine China's Tibet que ses anciens camarades lui manquent et qu'il souhaite le retour du dalaï-lama : « Il y a un proverbe tibétain qui dit que ses forêts manquent au vieil oiseau et sa ville natale au vieillard. Je souhaite vivement que le Quatorzième Dalaï-Lama revienne dans l'intérêt de la mère patrie, le plus tôt possible et nous rejoigne pour la construction du socialisme »,.
Les souvenirs de la vie de Lhalu sont publiés dans son livre Recalling the Road I Took (c.-à-d. « souvenirs de la route que j'ai prise »).

## Ses enfants
Lhalu a une fille et cinq fils (trois sont des tulku).
Les enfants de Lhalu Tsewang Dorjé et Lhalu Sonam Dekyi sont :
- fille, Tsering Wangmo, marié à Sampho Samdup Norbu ; ils ont 4 enfants : Paldon, Yangzom, Kalsang, Tseten gyurme
- fils aîné, Kunchok Gyaltsen, marié à Kunsang Dechen, petite-fille du Raja Tsodak Namgyal du Sikkim, qui prit le nom de Taring au Tibet ; ils ont 2 fils, Lhalu Tseten Dorjee, Lhalu Dorjee Gyaltsen ;
- 2e fils, Jigme Namling Tana Rinpoché, aussi appelé Guélèg Pèl Sangpo, le 10e Trého (Shabdroung) Rinpoché[53] né en 1951 et mort au début du XXIe siècle au Tibet
- 3e fils, Jampa Tenzin Puchok Jamgon Rinpoché ;
- 4e fils, Lobsang Tenzin Chamdo Jagra Rinpoché ;
- 5e fils, Sithar Tsering, mort dans les années 1980.

En 2003, Jagra Lobsang Tenzin (Gyai'ra Losang Dainzin), un de ses fils, devient vice-président de la région autonome du Tibet,.

## Décès
Le 15 septembre 2011, Lhalu Tsewang Dorje meurt à Lhassa à l'âge de 96 ans, a annoncé le Quotidien du Tibet, faisant état de la cérémonie funéraire qui s'est tenue le matin du 18 septembre 2011 à Lhassa, nouvelle diffusée en chinois.

## Œuvres
Livres
- (en) Recalling the Road I Took (ouvrage existant en tibétain et en chinois, ne semble pas avoir été traduit en anglais)[57].
- (en) Lungshar: My Father, traduction de K. Dhondup in The water-bird and other years: a history of the Thirteenth Dalai Lama and after, 1986, Rangwang Publishers, p. 163-172
- Lhalu est l'auteur d'une vaste compilation, en plusieurs dizaines de volumes, de textes littéraires et historiques en tibétain : Bod rang skyongs ljongs chab gros rig gnas lo sgyus rgyu cha zhib jug u yon lhan khang (Collected Materials of Literature and History of Tibet), Cultural and Historical Materials Office, Nationalities Publishing House, Beijing[5].
- (en) Recollections of My Father, Dorje Tsegye Lungshar, in Bod rang skyongs ljongs chab gros rig gnas lo sgyus rgyu cha zhib jug u yon lhan khang (Collected Materials of Literature and History of Tibet), op. cit., 1983, vol. 2, p. 93-109 (traduction en anglais publiée dans Melvyn C. Goldstein (avec Gelek Rimpoche et Lobsang Phuntshog), Essentials of Modern Literary Tibetan: a reading course and reference grammar, University of California Press, 1991, 493 p., p. 385 et suivantes)
- (en) avec Kashopa Chogyal Nyima, The fate of the English school in Lhasa, traduction de K. Dhondup in The water-bird and other years: a history of the Thirteenth Dalai Lama and after, 1986, Rangwang Publishers,

Film
- (en) The Purple Kasaya, coll. Tibetan People (2/4) (DVD)[58].